# 1181 Lilith
1181 Lilith è un asteroide della fascia principale. Scoperto nel 1927, presenta un'orbita caratterizzata da un semiasse maggiore pari a 2,6669749 UA e da un'eccentricità di 0,1948677, inclinata di 5,60163° rispetto all'eclittica.
Il suo nome è in onore della compositrice francese Lili Boulanger.